# Kanzleramtssteg
Der Kanzleramtssteg in Berlin ist ein Teil der in den 1990er Jahren gebauten neuen Parlaments- und Regierungsgebäude und ist nicht öffentlich zugängig. Er dient Mitgliedern der deutschen Bundesregierung und ihren Gästen als Verbindung vom Amtssitz zum Kanzlerpark am Nordufer der Spree.

## Lage und Bauliches
Der Kanzleramtssteg befindet sich zwischen der Lutherbrücke und der Moltkebrücke bei Spreekilometer 14,1.

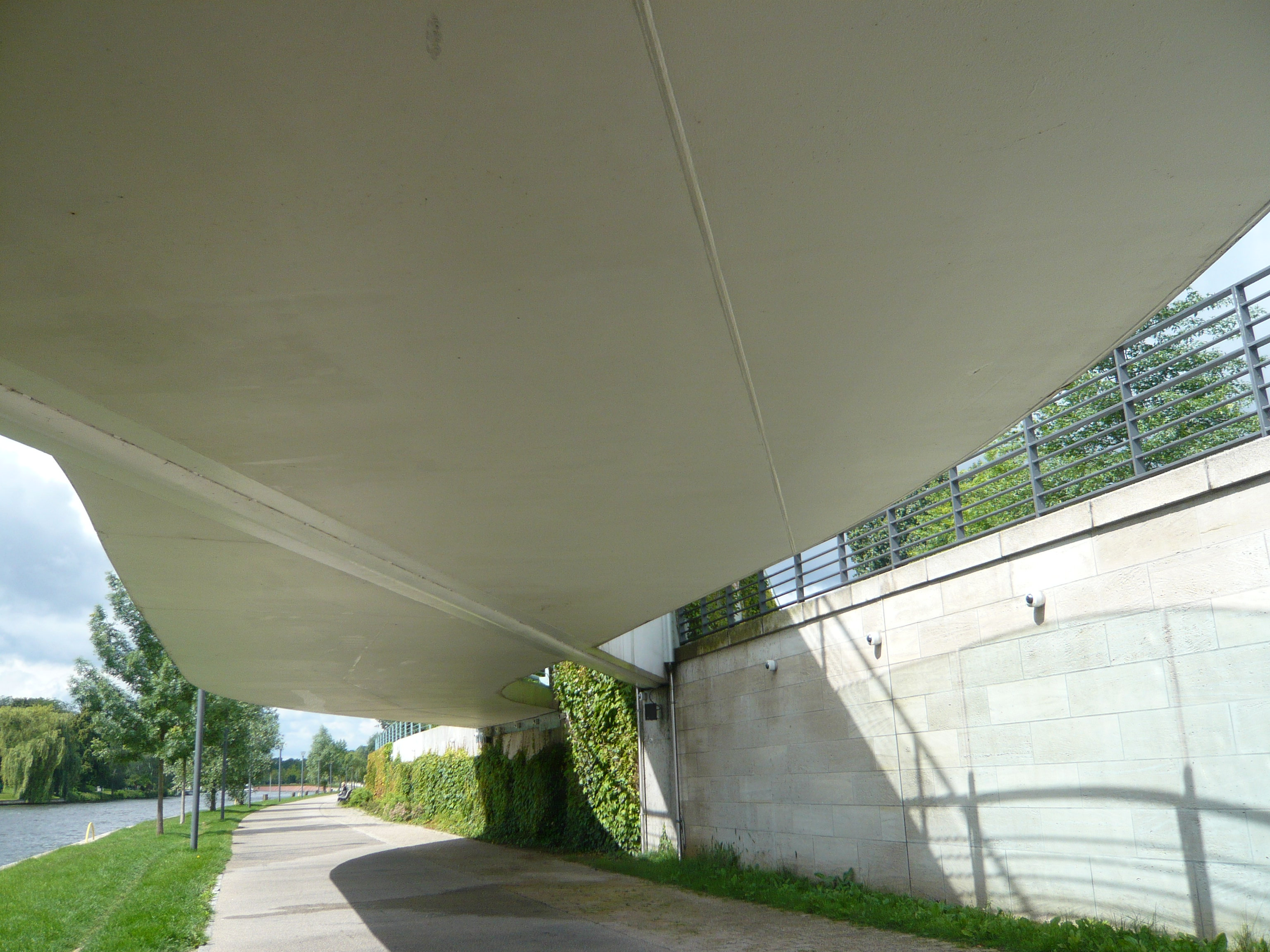
Details des nördlichen Widerlagers

Das durch verschiedene Architekturbüros realisierte sogenannte Band des Bundes beinhaltet eine symmetrisch zum „Marie-Elisabeth-Lüders-Steg“ die Spree nordwestlich kreuzende Brücke. Diese verbindet die fünfte und sechste Etage des Bundeskanzleramts mit dem nördlichen Spreeufer und dem Regierungs-Hubschrauberlandeplatz. Der zusammen mit dem Bundeskanzleramt im Jahr 2001 fertiggestellte Steg besteht aus einem oberen Fußgängerweg und einer unteren Fahrstraße. Das Bauwerk kreuzt die Spree in einem Winkel von 40 Grad und ist an seinem nordwestlichen Pfeiler nichtlinear geführt: der untere Flansch unterquert hier das obere Brückenteil. Damit und mit dem Einbau von Schwingungstilgern konnten die bei diesem offenen Brückenbauwerk zu erwartenden Torsionsschwingungen geringgehalten werden.
Die in den 1990er Jahren durchgeführten Bauwettbewerbe sahen hier noch eine weitere Spreebrücke, den Magnus-Hirschfeld-Steg vor. Dieser Steg sollte der Spreequerung der Bundesbediensteten von der eigens zu errichtenden Wohnanlage im Moabiter Werder zu dem südlichen Gebäuderiegel mit den Büros dienen. Die prämierten Entwürfe zeigen eine senkrecht zur Spree angelegte filigrane Metallkonstruktion auf zwei im Spreebett gegründeten Pfeilern. Diese Brücke, benannt nach dem Wissenschaftler Magnus Hirschfeld, wurde jedoch aus Geldmangel und geänderten Planungen nicht gebaut.